# کارلوس سوم
کارلوس سوم (به  اسپانیایی :Carlos؛ ایتالیایی:Carlo؛ ۲۰ ژانویه ۱۷۱۶ – ۱۴ دسامبر ۱۷۸۸) شاه اسپانیا و مستعمرات آن از ۱۷۵۹ تا ۱۷۸۸ میلادی و بزرگ‌ترین پسر فلیپه پنجم و همسرش، الیزابت فارنسیس، بود. در ۱۷۳۱، کارل پانزده‌ساله به عنوان کارل اول، دوک پارما و پیاچنزا شد.
در ۱۷۳۴، کارل پادشاهی‌های ناپل و سیسیل را در جنگ جانشینی لهستان تسخیر نمود، و در ۳ ژوئیه سال بعد به عنوان شاه اسپانیا تاجگذاری کرد. او سپس با ماریا آمالیا ساکسونی ازدواج کرد و ۱۳ فرزند از این ازدواج حاصل شد که ۸ تن از آنان به بزرگسالی رسیدند. ماریا آمالیا سرانجام در ۱۷۶۰ میلادی درگذشت.
کارلوس سوم در مسائل مالی و اقتصادی کشور عملکرد رضایت‌بخشی داشت. وی سعی کرد امپراتوری خود را - که سرزمین‌های تابع آن نظیر کشورهای آمریکای لاتین، از اسپانیا دور بودند- از متلاشی شدن حفظ کند. او اصلاحات فراوانی را در اسپانیا به اجرا گذاشت.

## نگارخانه

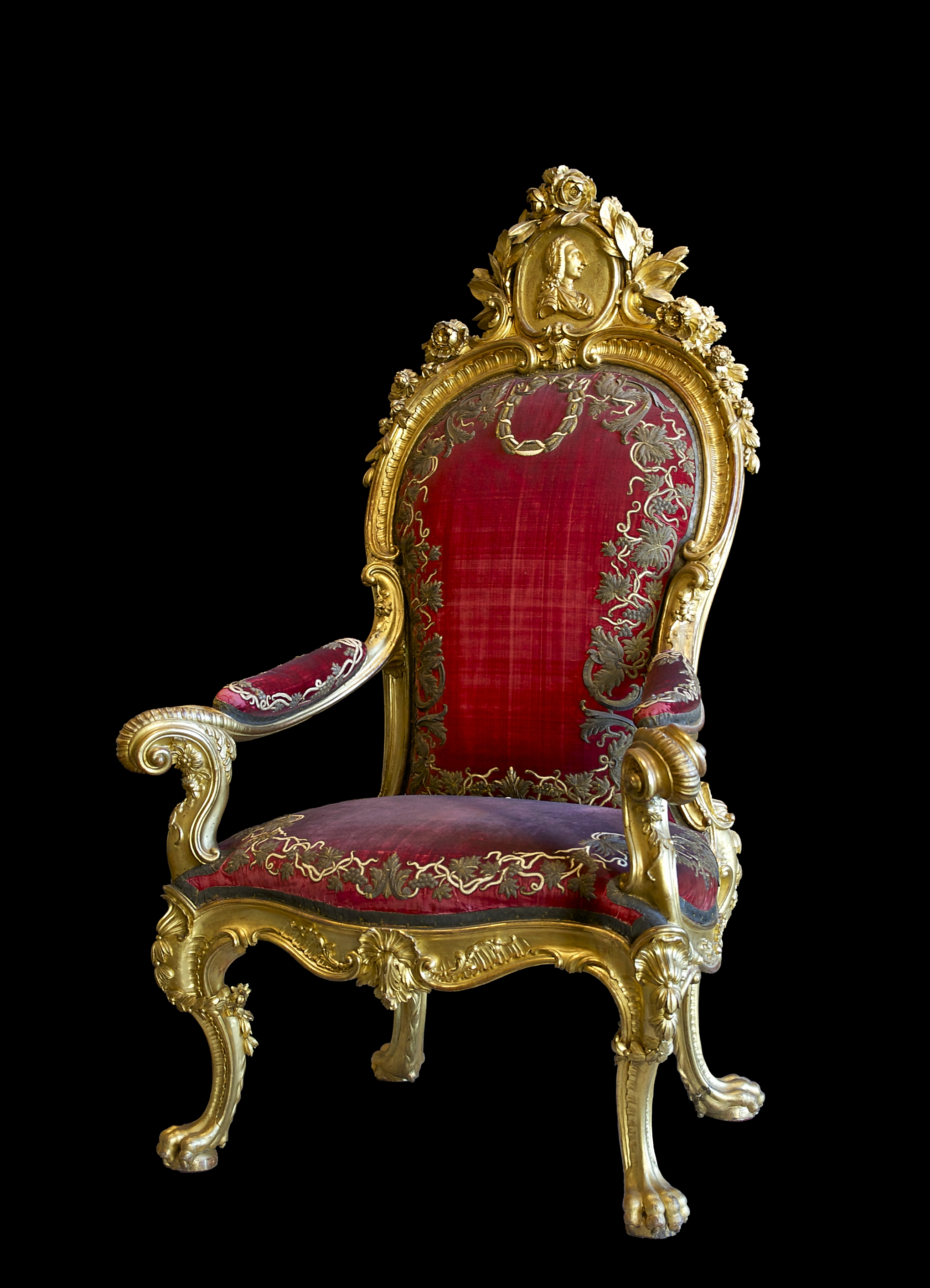
تخت پادشاهی کارلوس سوم
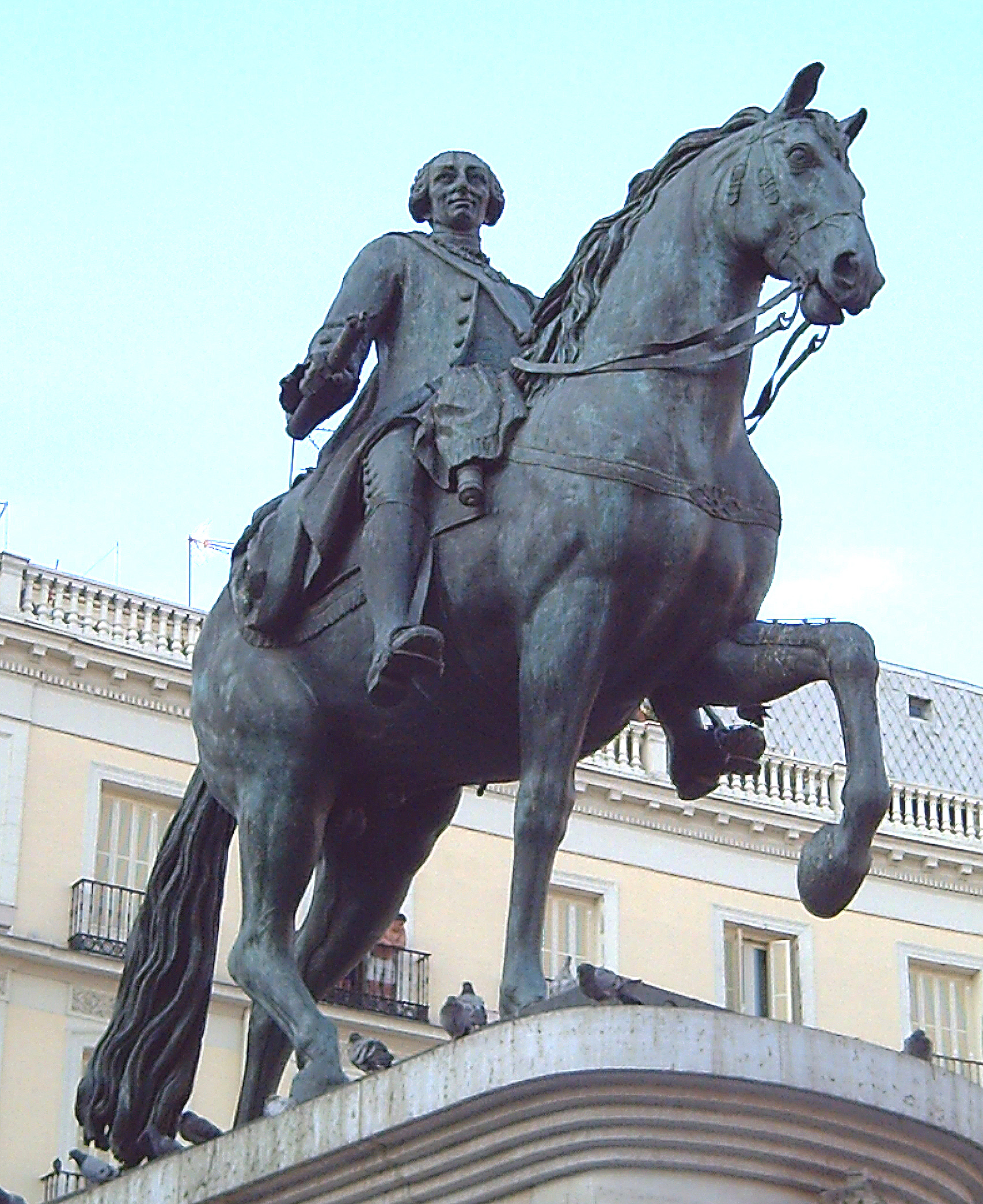
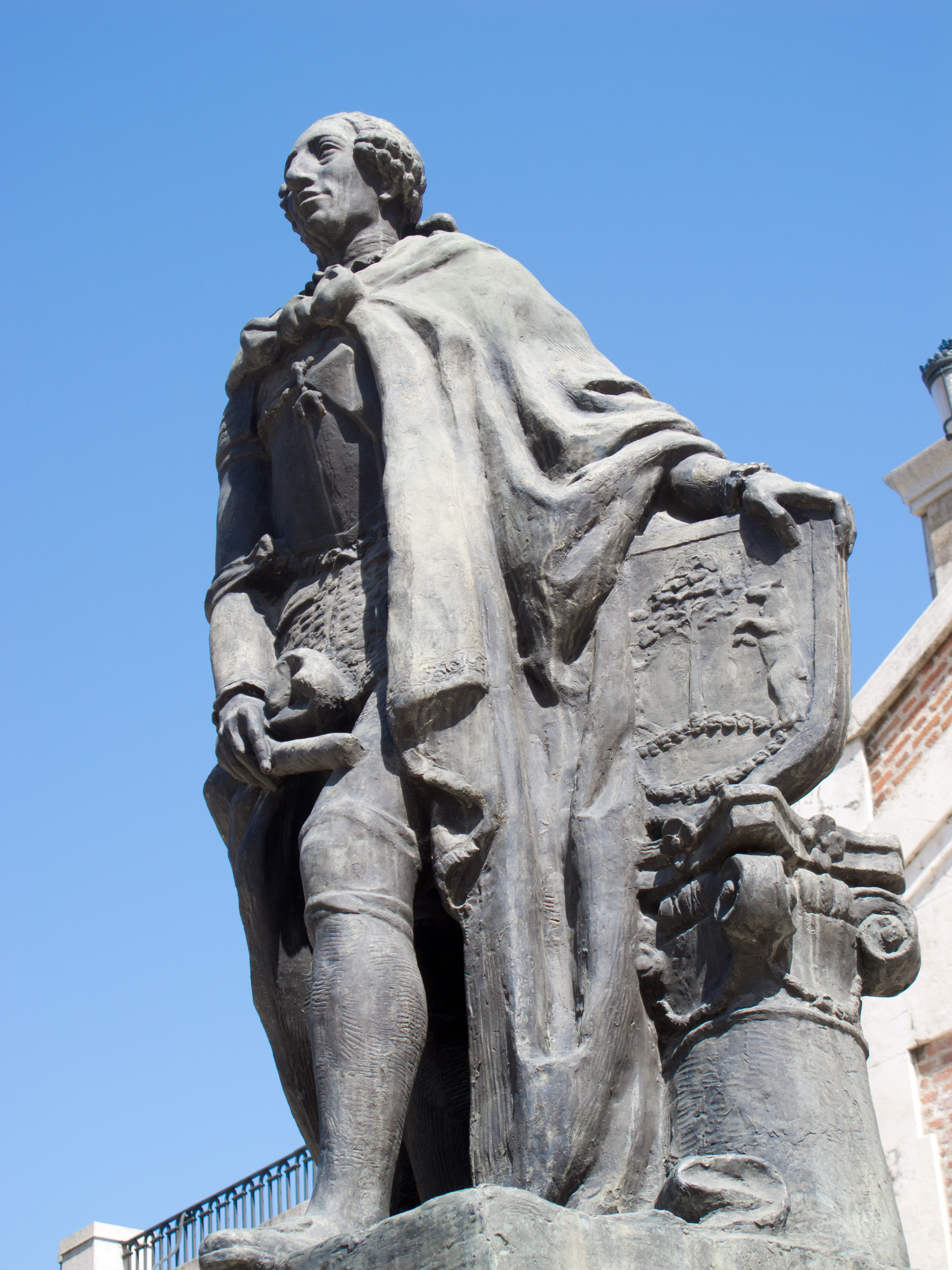
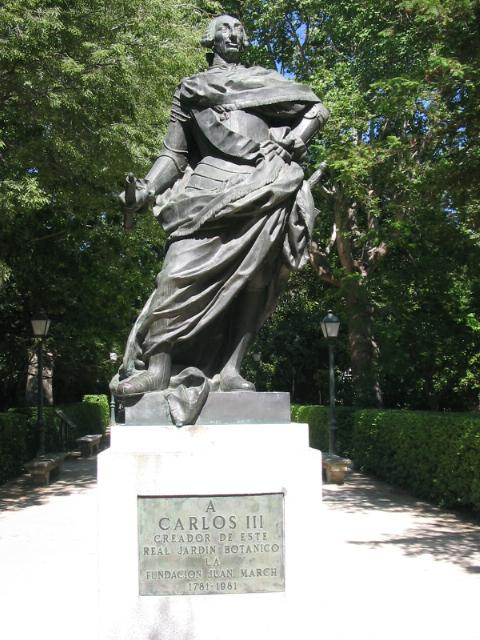